# Бучје (Бор)
Бучје је насељено место града Бора у Борском округу. Према попису из 2022. било је 467 становника (према попису из 2011. било је 579 становника).

## Географија
Насеље је смештено јужно од планине Стол, у долини званој Ђалу Бушја, окружено је са запада Великим кршом и брдом Чока Драгулуј са севера. Реони су Ваља Бушја, Бањица, Стари Виногради и Отар.
Бучје је насеље разбијеног типа, налази на 750 м надморске висине и протеже се од запада ка истоку у дужини од 14 и ширини око 6 километара на обалама Бучјанског потока.
У село се може доћи из два правца асфалтним путем: Од Бора преко Кривеља (23 км) и од Бора преко Оштреља (22 км) и налази се на средокраћи пута према Горњану.

## Историја
Првобитни подаци о селу Бучје потичу из Турског пописа из 1455. године. Насељавање је почело у 15. веку што сведоче надгробни каменови на локалнм гробљу. Предпоставља се да је Враниште из 1114. године претеча данашњег Бучја. Легенда каже да је село Бучје добило назив по влашкој речи „бушјим“, што значи пањ, корење које је некада, после великог пожара чишћено у великим количинама на овом месту.

## Село данас
Највише становника у селу је било 1910. године. До 2021. године се тај број смањио за трећину. Мештани села се углавном бавили сточарством, виноградарством и пчеларством, данас се све више запошљавају у борским предузећима.
Некада је свака кућа имала камин, где су се укућани грејали, дружили са комшијама и где се припремала храна. Од традиционалних јела, припремала се погача под сачем, белмуж и качамак. Мало кућа је данас задржало камин, а оне које га имају користе га у изузетним ситуацијама.
Због свог чистог планинског ваздуха подручје Бучја је повољно за сеоски туризам и представља ваздушну бању.
Прва школа у селу је отворена 1881. године. Данас село има четвороразредну основу школу која је реонска школа кривељске школе. Зграда школе је сазидана 1900. године. Село има дом културе, приватне продавнице, месну канцеларију и кројачку радионицу за производе од коже.
Обзиром да је село окружено брдима и планинама, богато је разном дивљачи: има лисица, дивљих свиња, зечева, срндаћа и нешто ређе вукова. Село има Ловачку секцију, огранак Ловачког друштва Бор.
Чланови локалне заједнице су 1974. године оформили културно-уметничко друштво у Бучју. По основању КУД је носио име Боре Траиловића, али је касније преименован у КУД Стол по имену оближње планине. Друштво има 50 чланова у фоклорној, музичкој и глумачкој секцији. КУД је учествовао у манифестацијама у бившој Јулославији, Румунији и Бугарској. Био је често награђиван. Највећи успех су остварили 2013. године у Кучеву на „Хомољским мотивима“, а наредне године 2014. поделили су друго место са селом Оштрељ на манифестацији „Сусрети села“.

## Демографија
Према попису из 2022. у Бучју живи 467 становника што је за 112 мање (-19,34%) у односу на попис из 2011. када је било 579 становника. У насељу има 399 пунолетних становника, а просечна старост становништва износи 49,22 година (48,07 код мушкараца и 50,38 код жена).
Према подацима пописа из 2022. у насељу има 150 домаћинства, а просечан број чланова по домаћинству је 3,11, а према попису из 2002. у насељу има 181 домаћинство, а просечан број чланова по домаћинству је 3,68.
Ово насеље је углавном насељено Власима (према попису из 2002. године), а у последња три пописа, примећен је пад у броју становника.
|             | \| Демографија[5] \| Демографија[5] \| Демографија[5] \| \| Година \| Становника \| Становника \| \| -------------- \| -------------- \| -------------- \| \| 1948. \| 967 \| \| \| 1953. \| 1.012 \| \| \| 1961. \| 1.059 \| \| \| 1971. \| 1.036 \| \| \| 1981. \| 970 \| \| \| 1991. \| 789 \| 787 \| \| 2002. \| 666 \| 677 \| \| 2011. \| 579 \| \| \| 2022. \| 467 \| \| |            |
| Демографија | |            |
| Година      | Становника | Становника |
| 1948.       | 967 |            |
| 1953.       | 1.012 |            |
| 1961.       | 1.059 |            |
| 1971.       | 1.036 |            |
| 1981.       | 970 |            |
| 1991.       | 789 | 787        |
| 2002.       | 666 | 677        |
| 2011.       | 579 |            |
| 2022.       | 467 |            |

| Етнички састав према попису из 2002.‍ | Етнички састав према попису из 2002.‍ | Етнички састав према попису из 2002.‍ | Етнички састав према попису из 2002.‍ | Етнички састав према попису из 2002.‍ |
| ------------------------------------ | ------------------------------------ | ------------------------------------ | ------------------------------------ | ------------------------------------ |
|                                      |                                      |                                      |                                      |                                      |
| Власи                                | Власи                                |                                      | 555                                  | 83,33%                               |
| Срби                                 | Срби                                 |                                      | 103                                  | 15,46%                               |
| непознато                            | непознато                            |                                      | 2                                    | 0,30%                                |

| Година пописа     | 1948. | 1953. | 1961. | 1971. | 1981. | 1991. | 2002. |
| ----------------- | ----- | ----- | ----- | ----- | ----- | ----- | ----- |
| Број домаћинстава | 216   | 209   | 226   | 224   | 205   | 191   | 181   |

| Број чланова      | 1  | 2  | 3  | 4  | 5  | 6  | 7  | 8 | 9 | 10 и више | Просек |
| ----------------- | -- | -- | -- | -- | -- | -- | -- | - | - | --------- | ------ |
| Број домаћинстава | 18 | 49 | 29 | 26 | 22 | 18 | 13 | 4 | 2 | 0         | 3,68   |

| Пол    | Укупно | Неожењен/Неудата | Ожењен/Удата | Удовац/Удовица | Разведен/Разведена | Непознато |
| ------ | ------ | ---------------- | ------------ | -------------- | ------------------ | --------- |
| Мушки  | 296    | 62               | 206          | 25             | 3                  | 0         |
| Женски | 282    | 18               | 203          | 50             | 10                 | 1         |
| УКУПНО | 578    | 80               | 409          | 75             | 13                 | 1         |

| Пол    | Укупно                    | Пољопривреда, лов и шумарство | Рибарство                            | Вађење руде и камена | Прерађивачка индустрија       |
| ------ | ------------------------- | ----------------------------- | ------------------------------------ | -------------------- | ----------------------------- |
| Мушки  | 158                       | 11                            | 0                                    | 67                   | 44                            |
| Женски | 84                        | 73                            | 0                                    | 1                    | 1                             |
| УКУПНО | 242                       | 84                            | 0                                    | 68                   | 45                            |
| Пол    | Производња и снабдевање   | Грађевинарство                | Трговина                             | Хотели и ресторани   | Саобраћај, складиштење и везе |
| Мушки  | 6                         | 5                             | 3                                    | 2                    | 10                            |
| Женски | 0                         | 1                             | 2                                    | 1                    | 0                             |
| УКУПНО | 6                         | 6                             | 5                                    | 3                    | 10                            |
| Пол    | Финансијско посредовање   | Некретнине                    | Државна управа и одбрана             | Образовање           | Здравствени и социјални рад   |
| Мушки  | 0                         | 3                             | 2                                    | 0                    | 0                             |
| Женски | 0                         | 1                             | 0                                    | 1                    | 1                             |
| УКУПНО | 0                         | 4                             | 2                                    | 1                    | 1                             |
| Пол    | Остале услужне активности | Приватна домаћинства          | Екстериторијалне организације и тела | Непознато            | Непознато                     |
| Мушки  | 0                         | 0                             | 0                                    | 5                    | 5                             |
| Женски | 2                         | 0                             | 0                                    | 0                    | 0                             |
| УКУПНО | 2                         | 0                             | 0                                    | 5                    | 5                             |

- Бучје (Бор)
- Кроз Бучје
- Долазак у Бучје из правца Оштреља
- Панорама Бучја